# 람 찬드라 파우델
람 찬드라 파우델(네팔어: राम चन्द्र पौडेल, 1944년 10월 6일~)은 네팔의 정치인으로, 2023년 3월부터 네팔의 제3대 대통령으로 재직하고 있다. 네팔 의회당의 전 고위 지도자인 파우델은 2023년 3월 9일 대통령으로 선출되었다.

## 정치 경력
2008년 제헌의회 선거에서 그는 18,970표를 얻어 타나훈군-2 선거구에서 당선되었다. 그는 2009년 6월 20일 48표를 받은 셰르 바하두르 데우바 전 총리를 상대로 61표를 얻어 네팔 의회당의 당수로 선출되었다.
파우델은 네팔 의회당의 고위 지도자이자 중앙 위원으로, 수실 코이랄라 당수가 사망한 후 네팔 의회당의 권한대행을 역임했다. 그는 중앙위원회 위원과 부주석으로 수년간 당 조직에 적극적으로 참여했다.

## 사생활
1944년 10월 6일, 네팔 서부의 타나훈군에 위치한 외딴 마을 사티와라에서 상류층 농부의 가정에서 태어났다. 그는 결혼했고 5명의 자녀와 4명의 딸, 1명의 아들이 있다.